# Wolfram Schultze-Motel
Wolfram Schultze-Motel ( 1934 - 2011) fue un botánico briólogo y destacado taxónomo alemán.

## Algunas publicaciones

### Libros
- 1997. Illustrierte Flora von Mitteleuropa. 7 vols. en Tl.Bdn. u. Lieferungen, vol.4/1, Angiospermae: Dicotyledones 2 por Gustav Hegi, Hans J. Conert, Eckehart J. Jäger, Joachim W. Kadereit, Friedrich Markgraf, Wolfram Schultze-Motel. 447 pp. ISBN 3-489-54020-4
- 1981. Mensch, Kultur und Umwelt im zentralen Bergland von West-Neuguinea / Floristische und ethnobotanische Untersuchungen im Eipomek-Tal. Irian Jaya (West-Neuguinea), Indonesien: 7ª ed. 7 (Taschenbuch). ISBN 3-496-01504-7
- 1985. Zehn Spaziergänge im Botanischen Garten Berlin-Dahlem. Ed. Berlin : Botanischer Garten und Botanische Museum Berlin-Dahlem
- 1986. Illustrierte Flora von Mitteleuropa. 7 vols. en Tl. Bdn. u. Lieferungen, vol. 4/1, Angiospermae: Dicotyledones 2 (Broschiert). ISBN 3-8263-2856-6
- Conert, HJ; G Hegi; W Schultze-Motel. 1967. Cyperaceae, Typhaceae incl. Sparganiaceae, Araceae, Lemnaceae, Juncaceae. Berlín: Parey

- La abreviatura «W.Schultze-Motel» se emplea para indicar a Wolfram Schultze-Motel como autoridad en la descripción y clasificación científica de los vegetales.[1]